# Nagy Mihály (tanár)

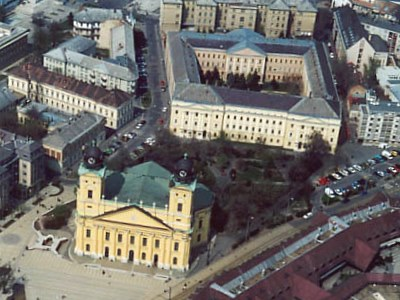
A Debreceni Református Kollégium Gimnáziuma, Nagy Mihály életének egyetlen munkahelye – előtte a nagytemplom

Nagy Mihály (Debrecen, 1937. január 24. –) Mikola Sándor-díjas, fizika-kémia szakos középiskolai tanár; kutatótanár; gimnáziumi igazgató; egyetemi doktor; mineralógus; meteoritkutató; címzetes egyetemi docens.

## Tanulmányok
Nagy Mihály a református elemi után középiskolai tanulmányait a Debreceni Református Kollégium gimnáziumában végezte, 1955-ben érettségizett. A Debreceni Kossuth Lajos tudományegyetem Természettudományi Karán szerzett kémia-fizika szakos középiskolai tanári diplomát 1959-ben. Tanári munkája mellett 1969-ben elnyerte a Magyar Tudományos Akadémia ösztöndíját. Négy éven keresztül, hetente egyszer, mint ösztöndíjas, majd, mint vendégkutató dolgozott Debrecenben az Atommagkutató Intézetben (ATOMKI).
Nagyot 1974-ben avatták természettudományi egyetemi doktorrá a Debreceni Kossuth Lajos tudományegyetemen summa cum laude.

## Életpálya

### Pedagógiai tevékenység, oktatás
Nagy Mihály egyetlen munkahelye 1959-től nyugdíjba vonulásáig a Debreceni Református Kollégium gimnáziuma volt. Mindkét szaktárgyát, a fizikát és a kémiát folyamatosan tanította a gimnáziumban. 1960-tól 1988-ig összesen hét osztálynak volt, évkihagyás nélkül, osztályfőnöke. 1987 és 1992 között igazgatóhelyettese–, majd 1992-től 1996-os nyugdíjba vonulásáig igazgatója volt alma materének.
Kiemelten foglalkozott a tanítás módszertanával és a tantárgyakon belül lehetséges szemléltetéssel, amelynek a megértetés, a megszerettetés és a tanulói aktivitás növelése volt a célja. Fontosnak tartotta tanóráin a kísérletezést, ez több évtizeden átívelő kutatómunkájában is nyomon követhető. Több alkalommal közreműködött feladatgyűjtemények összeállításában, az Országos Pedagógiai Intézet (OPI) Fizika Tantárgyi Bizottsága tagjaként részt vett a középiskolai fizika tantervek és tankönyvek korrekciós munkájában.
1981 és 1996 között megszervezte a Református Kollégium volt professzoráról elnevezett Hatvani István fizika versenyt, melynek ötletadója és egyben egyik feladatírója is volt. A versenyt fokozatosan kiterjesztette a Székelyföld, a Délvidék, majd Kárpátalja magyarok lakta vidékére is. 1995 és 2020 között a Nagy Géza Matematikai Emlékverseny és alapítvány elnöki tisztét is betöltötte. Több mint három éven át, 1999 és 2002 között a református iskolákat támogató Holland-Magyar Oktatásközvetítő Központ budapesti igazgatója is volt.

### Tudományos tevékenység

#### Atommagkutatás
Nagy, az MTA ösztöndíjasaként tanári munkája mellett kutató-munkát is végzett Debrecenben, az ATOMKI-ban. Több publikációja jelent meg neves hazai és külföldi tudományos folyóiratokban. 1974-ben ezek felhasználásával írta és védte meg doktori disszertációját Ősi nyomokkal kapcsolatos vizsgálatok és magfizikai kísérletek a középiskolában szilárdtest nyomdetektorral címen. A disszertáció második részében új típusú kísérleteket írt le, megújítva ezzel a gimnáziumi atommag-fizika oktatás demonstratív részét.

#### Természettudományos játszóház
1984 és 1996 között az Eötvös Loránd Fizikai Társulat (ELFT) Hajdú-Bihar megyei csoportjának titkárává választották. 1986-tól négy évig az ELFT országos alelnöke lett. Ezt követően a Műszaki és Természettudományi Egyesületek Szövetsége (MTESz) Hajdú-Bihar megyei szervezetének társelnöke volt 1990 és 1998 között. A Játszóházat működtető „Varázskuckó Debrecen” Természettudományos Játszóház Alapítvány kuratóriumának elnöki tisztét 2001-től tizenhat éven keresztül töltötte be.

#### A kabai meteorit kutatása
Nagy már fiatal oktatóként felvállalta Szőnyi Pál akadémikus, egykori debreceni kollégiumi diák és tanár értékes, a 2. Világháborúban megsérült ásványtani hagyatékának újrarendezését és gondozását. Szerzőtársával 1983-ban írta meg az első átfogó munkát az akkor már több, mint száz éve a kollégiumot gazdagító gyűjteményről, így a Szőnyi-féle hagyaték bekerült a hazai és a nemzetközileg is számontartott jelentős ásványgyűjtemények közé. Az elődök munkásságáról és érdemeiről sem feledkezett meg, feldolgozta életüket, bemutatta tudományos eredményeiket. Feladatának tekintette a tudománytörténeti ismeretek megörökítését, terjesztését, népszerűsítését. Gazdag munkásságának egyik legérdekesebb része volt a Bibliában előforduló ásványok elemző vizsgálata.
2010-től kezdve Nagy Mihály egyre intenzívebben foglalkozott meteoritkutatással. Ennek oka lehetett, hogy a világhírű kabai meteoritot a Debreceni Református Kollégium Múzeumában őrzik, mely gimnáziumának igazgatója volt. Definíciója szerint a meteoritok kozmológiai tanulmányozása a Naprendszer keletkezésének időszakáról kínál anyagában őrzött információkat. Nagy, kutatásai alapján könyveket, tanulmányokat  publikált, kiemelkedő kutatási eredménye volt a meteorit réteges szerkezetének bemutatása SEM és CT felvételeken. Számos alkalommal tartott tudományos és tudományos-ismeretterjesztő előadásokat nemzetközi konferenciákon, egyetemeken, főiskolákon, a Fizikai Társulat és a Földtani Társulat rendezvényein pedagógus továbbképzéseken, művelődési házakban.
Az egyetem ásvány- és földtani tanszékével való több évtizedes munka- és kutatási kapcsolata eredményeként, a tanszék javaslatára a Debreceni Egyetem Természettudományi és Technológiai Kar Tanácsa és dékánja a címzetes egyetemi docens kitüntető címet adományozta neki 2020-ban.

### Egyházi és közéleti tevékenység
Nagy Mihály a Debrecen-Csapókerti Református Gyülekezet presbitere volt 1957 és 1964 között, majd a Debrecen-Nagytemplomi Református Gyülekezet presbitere lett 1969-től harminc éven keresztül. A Debrecen-Nagyerdői Református Gyülekezet presbitere 1965 és 2006 között volt, majd azt követően tiszteletbeli presbiter lett ugyanott.  
1978-tól Nagy a Debreceni Református Egyházmegye presbiteri főjegyzője, majd 1996-tól 2008-ig gondnoka volt. Az 1991-ben újraalakuló Országos Református Tanáregyesületnek alapító tagja, 1997-ig választott első elnöke, azóta tiszteletbeli elnöke.
Nagy a Magyar Református Presbiteri Szövetség tiszántúli területi elnöke 2002 és 2006 között, majd 2014-től 2021-ig az országos szövetség pedagógiai tanácsadója.

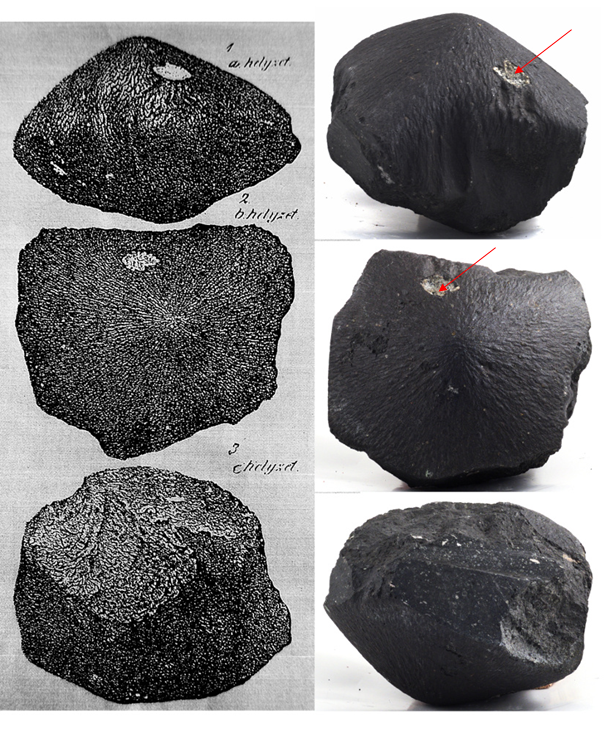
Kabai meteorit – Bal oldalon a megtalálását követően készült rajzokon, a jobb oldalon pedig a rajzokhoz hasonló helyzetben készült fotókon napjainkban. A nyíl egy CAl (kalcium-alumínium-oxid) zárványra mutat. Nagy Mihály tanulmányából Fotó: Nagy Sándor

## Család
Nagy Mihály régi debreceni dinasztia sarja, édesapja helyi iparos és kereskedő volt.
1959-ben vette feleségül Nyáry Erika, magyar, latin, orosz szakos tanárt.
Három gyermekük, hét unokájuk, három dédunokájuk van.

## Díjak, elismerések
- XIII. Országos Középiskolai Fizikatanári Ankét – I. Díj. Az alfa részecskékkel bemutatható nyomdetektoros kísérletekért (Eötvös Loránd Fizikai Társulat) 1970.[20]
- Országos Pedagógiai Újítási Ankét és kiállítás Debrecen - megosztott 1. Díj. Atomfizikai tanítási egység szemléltetése diafilmen. (Pedagógus Továbbképzési Intézet) 1973.[21]
- Mikola Sándor-díj – A kísérletezésen alapuló kiemelkedő fizikatanításért (ELFT) 1976.[1][20][22]
- XXVI. Országos Középiskolai Fizikatanári Ankét I. Díj. A Nukleáris Nyomdetektoros Alapkészletért (ELFT) 1983.[23]
- Vermes Miklós Díj – A tehetségápoló fizikatanításért (Vermes Miklós Tehetséggondozó Alapítvány, Sopron) 1993.
- Hatvani István Díj – Debrecen város érdekében a természettudományok területén kifejtett kiemelkedő tevékenységért (Debrecen Megyei Jogú Város Önkormányzat) 1995[24]
- Magyar Köztársasági Ezüst Érdemkereszt (Magyarország köztársasági elnöke) 1996.
- Kerekes Ferenc Díj  (Debreceni Református Kollégium Igazgatótanácsa) 2000.
- Imre Sándor Díj (A Magyarországi Református Egyház XII. zsinata) 2003.
- Magyar Érdemrend lovagkeresztje (Magyarország köztársasági elnöke) 2012.
- Címzetes egyetemi docens (Debreceni Egyetem Természettudományi és Technológiai Kar Tanácsa és dékánja) 2020.

## Főbb publikációk
Nagy Mihály 2023-ig nyomtatásban megjelent közlései száma összesen 242 db. Ebből könyv, tudományos közlemény részben társszerzővel 89 (köztük 15 angol, vagy német nyelvű). A tudományos ismeretterjesztő cikkek száma 75, egyéb nyomtatásban megjelent közleménye 78. A nagyszámú kéziratos anyag, jelentés, tanrendi összeállítás pontos mennyisége nem ismert. Ezekből nyújt válogatást az alábbi válogatott bibliográfia.

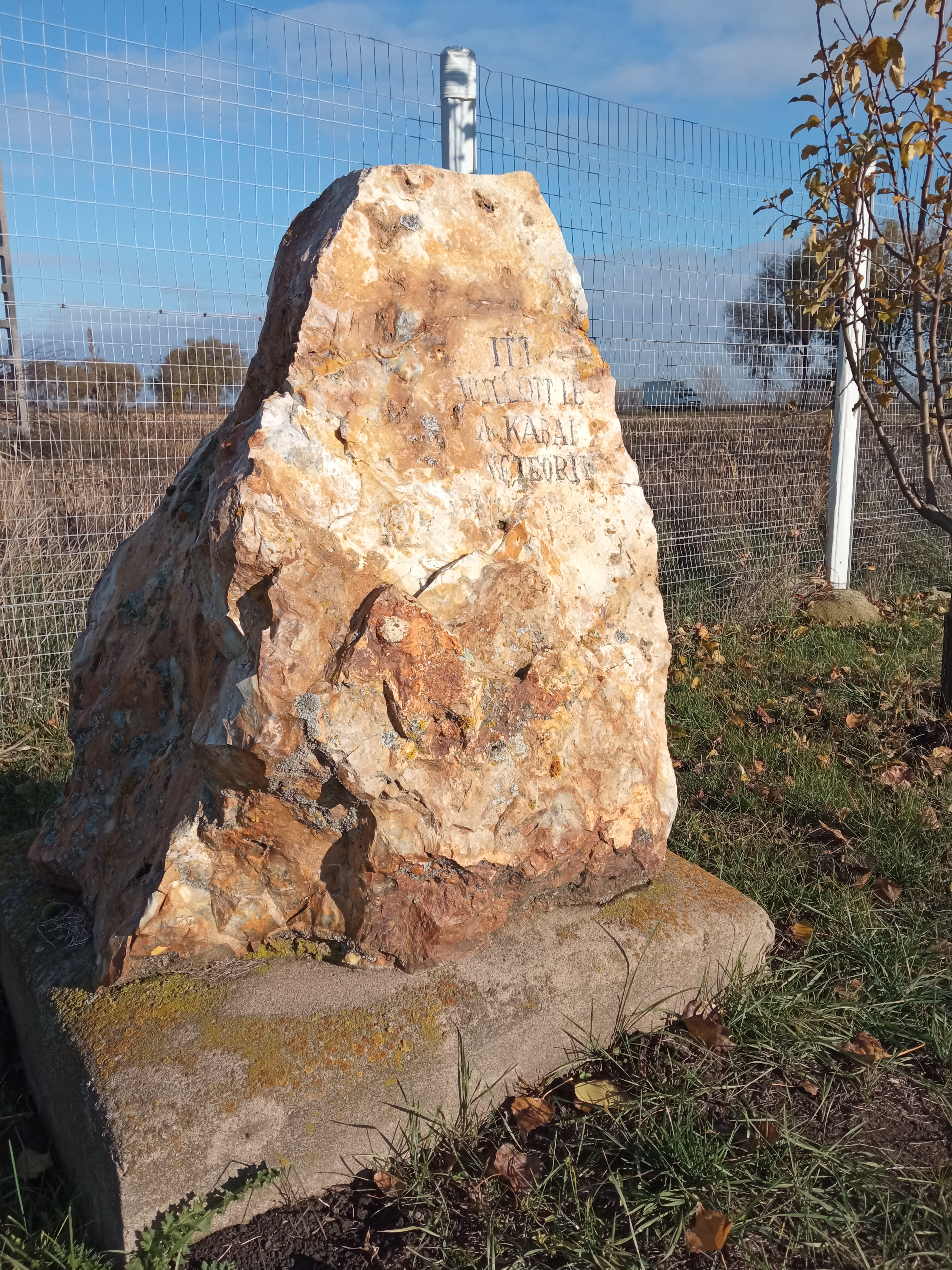
Kaba határában, a meteorit valószínű hullás-helyének közelében elhelyezett emlékkő (Fotó: Nagy Mihály)

### Könyvek
- Magfizikai kísérletek nukleáris nyomdetektorral Fakultatív tankönyv a gimnáziumok IV. osztálya számára. (Műszaki Könyvkiadó Budapest) 1985.; 2. kiadás (Tankönyvkiadó Budapest) 1987.[26]
- Atommagfizika (In Fizikai kísérletek gyűjteménye 3. Egyetemi-főiskolai tankönyv) 1996. (3. kötet, 89-121.o.)
- Színek, fények és formák az ásványok világában (Debreceni Egyetem, Kossuth Egyetemi Kiadó; Debreceni Református Kollégium) 2000. Megjelent magyar, angol és német nyelven
- Szőnyi Pál. Tudós tanárok – tanár tudósok Sorozatszerkesztő: Jáki László (Országos Pedagógiai Könyvtár és Múzeum) 2001.
- Ásványok a Bibliában (Debreceni Református Kollégium; Országos Református Tanáregyesület) 2003.
- A Kaba-kő titka Tudománytörténeti színjáték 15 jelenetben (Református Tiszántúl kiadványai 3. kötet) Társszerző: Kirsch Éva. Sorozatszerkesztő: Fekete Károly. 2007.
- A kabai meteorit – The meteorite of Kaba (Debreceni Református Kollégium) 2008.[27][28][29]
- Felhők fölött a Nap – Pedagógiai tapasztalatok, visszaemlékezések  (Debreceni Református Kollégium) 2013.; 2. javított, bővített kiadás (Magyar Református Presbiteri Szövetség) 2017.[30]
- Átfogó kutatások a kabai meteoriton – Comprehensive research on Kaba meteorite. Acta Geoscientia Debrecina 1. különszám (Debreceni Egyetemi Kiadó) A kötet szerkesztői: Nagy Mihály– Rózsa Péter – McIntosh Richard William. 2018. (7-8.o.; 17-18.o).
- A review of a carbonaceous chondrite: what can we learn from the Kaba meteorite? Co-author: Arpad, Csamer ; Gucsik, Arnold ; Jozsef, Vanyo ; Diana, Skita ; Peter, Rozsa ; Gabor, Zelei IN: The 10th Symposium on Polar Science. 2019
- A hit és a tudomány határán (Magyar Református Presbiteri Szövetség) 2021. 2. javított, bővített kiadás (Tiszántúli Református Egyházkerület) 2022.

### Tanulmányok
- Szilárdtest nyomdetektorok az oktatásban Társszerzők: G. Somogyi - L. Medveczky  (Fizikai Szemle) 1971/11 (344-354.o.)[31]
- Remarks on fission-track dating in dielectric solids Társszerző: G. Somogyi  (Radiation Effects) 1972. Vol 16. (223-231.o.)
- A debreceni Kollégium Szőnyi-féle ásványgyűjteménye Társszerző: Szakáll S. (A debreceni Déri Múzeum évkönyve 1980) 1983. (35-72.o.) [32]
- Nukleáris nyomdetektoros alapkészlet a magfizika oktatásához (A Fizika Tanítása) 1983/6. (180-184.o.)
- A fizika és a 450 éves Debreceni Református Kollégium (Fizikai Szemle) 1989/3 (96-104.o.)
- Mineral Collection of the Calvinist College in Debrecen (Annals of the History of Hungarian Geology Special Issue 3.) 1991. (313-320.o.)
- Szőnyi Pál, az 1848-as vallás- és nevelésügyi minisztérium tanácsosa (Debreceni Szemle) 1998/3. (347-366.o.)[33]
- Bay Zoltánra emlékezett a Debreceni Református Kollégium (Confessio A Magyarországi Református Egyház Figyelője) 1999/1. (61-68.o.)[34]
- Ásványok a Bibliában – 26 folytatásban megjelent a Reformátusok Lapjában 2000.11.19 – 2001.12.19. között.
- Százötven éve hullott a világhírű kaba-debreceni lebkő. (Fizikai Szemle) 2007/12. (395.o.)[29]
- Minerals from the Reformed College of in the University of Debrecen Társszerző: R. W. McIntosh  ACTA GGM Debrecina Geology, Geomorphology, Physical Geography. Series, Vol 6-7. 2012. (71-80.o.)[27]
- A kabai meteorit leírása részletgazdag fényképek alapján - Description of Kaba meteorite based on detail rich photographs. Társszerző: Nagy Sándor  IN: Átfogó kutatások a kabai meteoriton – Comprehensive Research on Kaba Meteorite (Debreceni Egyetemi Kiadó) 2018. (71-80.o.)[27]
- Régi és új eredmények összekapcsolása a kabai meteorit kutatásában: A test réteges szerkezete a SEM és a CT felvételeken – Linking Old and New Resulrs in Kaba Meteorite Research: Layered structure of the meteorite body on SEM, and CT images. Társszerző: Bérczi Szaniszló IN: Átfogó kutatások a kabai meteoriton – Comprehensive Research on Kaba Meteorite (Debreceni Egyetemi Kiadó) 2018. (91-96.o.)[27]
- Determination of Chemical Components of Kaba Meteorite by LDI Ionization Methods Using a 15T FT -ICR Mass Spectrometer – LDI és ESI ionizációs 15T FT-ICR tömegspektrométer alkalmazása a kabai meteorit kémiai összetevőinek meghatározására Társszerzők: Árpád Somogyi - József Posta IN: Átfogó kutatások a kabai meteoriton – Comprehensive Research on Kaba Meteorite (Debreceni Egyetemi Kiadó) 2018. (169-178.o.)[27]
- Dokumentumok a kabai meteorit történetéből – Documents from history of Kaba Meteorite IN: Átfogó kutatások a kabai meteoriton – Comprehensive Research on Kaba Meteorite (Debreceni Egyetemi Kiadó) 2018. (195-237.o.)[27]